# Berkheimer Schlössle

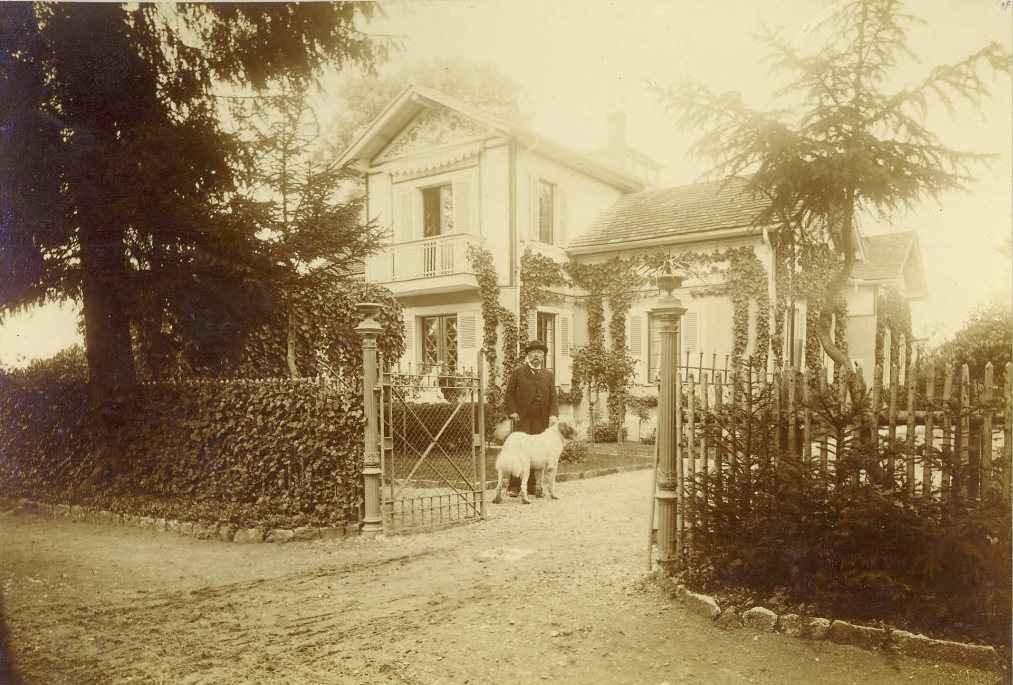
Das Berkheimer Schlössle im Jahr 1894, in der Einfahrt steht vermutlich Adolf Kröner

Das Berkheimer Schlössle bzw. Berkheimer Schlößle war ein Schloss von Karl Ludwig von Zanth in Bergheim im Stadtbezirk Weilimdorf im Nordwesten von Stuttgart in Baden-Württemberg. Es wurde im Zweiten Weltkrieg zerstört.

## Geschichte
Das Berkheimer Schlössle wurde unterhalb der Solitude in der Nähe des Bergheimer Hofs errichtet. Bauherr war Friedrich Notter. Der Architekt Zanth hatte nach seiner Rückkehr aus Paris in Stuttgart Wohnung genommen und seine Abhandlung Über die Wohnhäuser von Pompeji geschrieben. In den Folgejahren entwarf er mehrere Wohnhäuser im sogenannten pompejanischen Stil: 1833 ein Gutshaus in Ungarn mit angeschlossener Kirche, 1835/36 ein Wohnhaus für Adolf Goppelt in Heilbronn, 1836/37 das Berkheimer Schlössle für Friedrich Notter, 1837 ein Landhaus für den Grafen Wilhelm von Taubenheim in Degerloch und 1838 für Elise von König die Villa Rebenberg. Die meisten dieser Bauten sind nicht erhalten geblieben, die Villa Taubenheim stark verändert.
Das Berkheimer Schlössle hatte einen H-förmigen Grundriss, der von einem längeren, zweistöckigen Mitteltrakt und zwei einstöckigen Quertrakten gebildet wurde. Über dem Eingang war der Spruch „Parva domus magna quies“ zu lesen. Auf der Gartenseite schloss sich eine Pergola an, die flach geneigten Satteldächer erinnerten an italienische Villen. Im Mitteltrakt befand sich eine Art Atrium, das allerdings nach oben nicht offen, sondern mit einem verglasten Oberlicht versehen war. Die Wände dieses Atriums, das als Verbindungskorridor diente, waren mit Rankenwerk bemalt, das jeweils eine monochrome Fläche einrahmte, auf der sich ein kleineres einzelnes Bild befand. Auch die Wohnräume waren mit Wandmalereien geschmückt. Hier nutzte Zanth die klassische Idee der Dreiteilung. Über einer dunklen Sockelzone befand sich jeweils ein einfarbiges Feld, darüber eine Zone mit hellerem Hintergrund und oft perspektivischen Malereien. Die bildlichen Darstellungen beschränkten sich hier auch deshalb auf den oberen Teil der Wände und auch auf die Decken, weil die Gestaltung der unteren Bereiche nicht das Stellen von Möbeln und das Aufhängen von Spiegeln und Bildern behindern sollte. Daher wurden die großen Felder in den unteren zwei Dritteln der Wand allenfalls durch Pilaster oder horizontale Ornamentbänder gegliedert. Das Speisezimmer hatte eine dunkle Decke und war in Anlehnung an Vitruv mit mehreren Kandelabern ausgestattet.

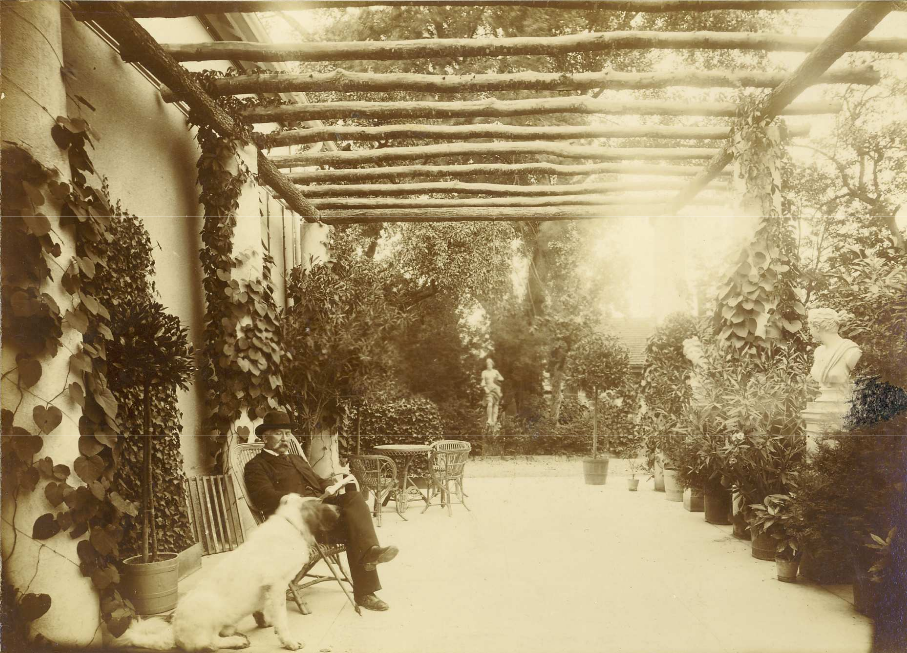
Kröner unter der Pergola

Nach dem Tod des ersten Hausherrn im Jahr 1884 ging das Gebäude in die Hände seines Schwiegersohnes Märklin über. Wenige Jahre später, um 1890, kaufte der Verleger Adolf Kröner das Berkheimer Schlössle. Er sorgte dafür, dass das Anwesen restauriert wurde und dass die übertünchten Wandmalereien wieder ans Tageslicht kamen. Kröner sorgte für eine Möblierung im Stil des Empire und des Biedermeier und stattete die Pergola mit antiken Statuen aus. Kröner starb 1911; seine Urne wurde im Garten des Schlössles beigesetzt und die Grabstätte mit einer der Statuen, die er auf der Pergola aufstellen lassen hatte, geschmückt. Kröners sterbliche Überreste wurden aber später auf den Waldfriedhof umgebettet. 
Laut Erbschaftsvertrag hatten die Familien aus Kröners Nachkommenschaft immer abwechselnd ein Jahr Wohnrecht im Berkheimer Schlössle. Im Zweiten Weltkrieg wurde das Haus von der Pächterfamilie Bihr betreut, die auch im Obergeschoss des Gebäudes wohnte, während die Kröner-Nachfahren das Erdgeschoss nutzten. Angeblich wurde sowohl von der Pächterstochter Anneliese Bihr als auch von der Kröner-Enkelin Erna Klemm eine Geistererscheinung des Verlegers Kröner in dem Haus beobachtet. 
Am 28. Januar 1945 versuchte man, die anfliegenden Bomber von der Stuttgarter Innenstadt abzulenken, indem man im Rappachtal Baumstämme anzündete, die mit phosphorgetränkten Tüchern bedeckt waren. Dieser Brand sollte das brennende Stuttgart vortäuschen und die Bomberpiloten dazu bringen, ihre Bomben außerhalb des eng bebauten Innenstadtbereichs abzuwerfen. Das Ergebnis war, dass Weilimdorf und der Bergheimer Hof zum Ziel des Bombardements wurden. Der Bergheimer Hof wurde von mehr als 150 Bomben verwüstet, elf weißrussische Zwangsarbeiter kamen bei dem Angriff um. Das Berkheimer Schlössle wurde von zwei Sprengbomben und einer Brandbombe getroffen. Anna und Anneliese Bihl waren bei diesem Angriff nicht in dem Gebäude, sondern überlebten ihn in einem Stollen. Als sie diesen verließen, stand das Berkheimer Schlössle in Flammen. Löschversuche scheiterten unter anderem an den winterlichen Temperaturen: Das Löschwasser gefror zu Eis. 
Das Grundstück, auf dem Zanths Bau gestanden hatte, wurde nach dem Zweiten Weltkrieg an die Familie Ellner verkauft, die ein neues Wohnhaus darauf errichten ließ. Die mit Säulen geschmückte Gartenseite erinnerte entfernt an die Pergola des Schlössles. Das Ellnersche Haus ging in den 1990er Jahren in den Besitz der Diakonie Stetten über, die dort ein Heim für Menschen mit geistiger Behinderung einrichtete.